# إدوين ر. موراي
إدوين ر. موراي (بالإنجليزية: Edwin R. Murray)‏ هو محامي وسياسي أمريكي، ولد في 6 أغسطس 1960. حزبياً، نشط في الحزب الديمقراطي. وقد انتخب عضو مجلس ولاية لويزيانا وانتخب عضو مجلس نواب لويزيانا.